# Rhodopygia pruinosa
Rhodopygia pruinosa là loài chuồn chuồn trong họ Libellulidae. Loài này được Buchholz mô tả khoa học đầu tiên năm 1953.